# Madocite
La madocite è un minerale.